# Der Bulle von Tölz: Ein Orden für den Mörder
Ein Orden für den Mörder ist ein deutscher Fernsehfilm von Wigbert Wicker aus dem Jahr 1999 nach einem Drehbuch von Franz Xaver Sengmüller. Es ist die 21. Folge der Krimiserie Der Bulle von Tölz mit Ottfried Fischer als Hauptdarsteller in der Rolle des Hauptkommissars Benno Berghammer. Die Erstausstrahlung erfolgte am 24. Februar 1999 auf Sat.1.

## Handlung
Staatssekretär von Gluck demoliert in volltrunkenem Zustand mit seinem Auto den Gartenzaun vor Resi Berghammers Pension. Als er am nächsten Morgen in der „Pension Resi“ aufwacht, kann er sich nicht an den Vorfall erinnern. Die Sache ist ihm äußerst peinlich; er vereinbart mit Frau Berghammer Stillschweigen und drückt ihr 1000 Mark in die Hand.
Der Geschäftsmann Georg Schnappinger erwacht nach einer durchzechten Nacht gefesselt in seinem Bett. Neben ihm liegt seine Ehefrau Thekla – sie ist tot. Die Haushälterin Anna Seidel befreit ihn und ruft einen Krankenwagen und die Polizei. Nach der Spurenlage kam das Opfer im Erdgeschoss durch eine Kopfverletzung zu Tode und wurde anschließend im 1. Stock auf das Bett gelegt; die hinterlassenen Einbruchspuren erwecken den Anschein, als seien sie extra gelegt worden.
Die Tochter des Opfers, Irene Knauff, hat laut eigenen Angaben nach einem Konzertbesuch in München zuerst ihren Mann Volker um Mitternacht herum daheim aussteigen lassen, hat anschließend ihre Mutter zu Hause abgesetzt und ist dann heimgefahren.
Für die Kommissare Benno Berghammer und Sabrina Lorenz ist Georg Schnappinger der Hauptverdächtige, denn er steht kurz vor dem finanziellen Ruin; das Vermögen gehörte seiner Frau und er steht als Alleinerbe im Testament, was ein starkes Motiv darstellt. Doch er hat ein Alibi: Zur fraglichen Zeit hat er mit Landrat Wallner, Staatssekretär von Gluck und dem Prälaten Hinter gefeiert, denn Schnappinger sollte der Bayerische Verdienstorden verliehen werden.
Kommissar Berghammer fragt die anderen „Amigos“, mit denen Schnappinger gefeiert hat, nach ihren Alibis. Landrat Wallner hat nach der Feier im „Goldenen Ochsen“ übernachtet und einen Hostessenservice in Anspruch genommen, und Prälat Hinter will mit Nonnen einen Rosenkranz gebetet haben. Nur Staatssekretär von Gluck hat zunächst kein Alibi, weil er es zugunsten seiner Reputation geopfert hat. Da es nun aber um Mord geht, ist ihm das wasserdichte Alibi doch wichtiger. Er sucht Frau Berghammer auf, füllt das Anmeldeformular aus, bezahlt 60 Mark in Bar für die Übernachtung inklusive Frühstück und fordert die 1000 Mark zurück, die er ihr als „Sicherheit“ überlassen habe. Zudem verlangt er eine Quittung für die Nächtigung sowie die Rechnung für die Reparatur des Zaunes, was Frau Berghammer in Bedrängnis bringt, weil sie für die Reparatur 200 Mark schwarz bezahlt hat.
Erik Haindl, Landrat Wallners Chauffeur, sagt aus, er habe Herrn Schnappinger exakt um 23:30 Uhr daheim abgeliefert; dort sei alles still und dunkel gewesen. Das bringt Schnappingers Alibi ins Wanken, weil er damit vor seiner Frau nach Hause gekommen ist. Zudem stellen die Kommissare fest, dass Schnappinger sich durchaus selbst hätte fesseln können. Damit konfrontiert, hält Schnappinger dagegen, dass es ihm in seinem Zustand nicht möglich gewesen sei, sich selbst zu befreien.
Sowohl bei der Beerdigung als auch beim Leichenschmaus glänzen die politischen Würdenträger durch Abwesenheit; im Speisesaal befinden sich nur die Mitglieder eines kleinen Streichorchesters und Benno Berghammer mit Schnappinger. Dieser hält gerade eine gehässige Ansprache an die nicht vorhandenen Politiker, als Prälat Hinter hereinstürmt und den Kommissar auffordert, Schnappinger zu verhaften, weil er die Konten des bischöflichen Missionswerks geplündert habe. Berghammer interessiert sich aber nicht für diese Sache und geht.
Sabrina Lorenz fällt plötzlich auf, dass sie und ihr Kollege bisher nicht darüber nachgedacht haben, was mit dem Vermögen der Toten passiert, wenn Georg Schnappinger als Erbe ausfällt. Den Kommissaren wird klar, dass in diesem Fall die Tochter, also Irene Knauff, zur Alleinerbin würde. Damit haben sie zwar eine neue Hauptverdächtige, aber keinerlei Beweise. Da reißt Berghammer seiner Kollegin ein paar Haare aus und steckt sie in ein Beweismitteltütchen. Lorenz protestiert zwar gegen diese Art der Beweismittelbeschaffung, geht dann aber doch mit zu Knauffs Antiquitätengeschäft. Die Kommissare konfrontieren Irene Knauff mit dem fingierten Beweis und der Theorie, sie habe mit ihrer Mutter wegen des Testaments gestritten; dabei sei es zu dem tödlichen Handgemenge gekommen; dann habe sie ihren Mann herbeigerufen, um ihr bei den „Aufräumarbeiten“ zu helfen; und schließlich hätten sie beide es so aussehen lassen, als habe Georg Schnappinger auf dilettantische Weise versucht, einen Einbruch vorzutäuschen. Unter diesem Druck gibt Irene Knauff schließlich den Streit um das Testament zu und leugnet auch die anderen Vorwürfe nicht, schränkt aber ein, ihre Mutter sei einfach unglücklich gestürzt.
Georg Schnappinger tritt das Erbe an und zahlt das „ausgeliehene“ Geld an das bischöfliche Missionswerk zurück. Prälat Hinter übergibt er eine großzügige Spende für einen guten Zweck. Den Bayerischen Verdienstorden lehnt er mit obszönen Worten ab.
Landrat Wallner, den Benno Berghammer mehrmals mit Korruptionsvorwürfen konfrontiert hat, will sich auf seine Weise am Kommissar rächen – mit Hilfe von Staatssekretär Berthold von Gluck. Sie sorgen dafür, dass Resi Berghammer in die Oper nach München ausgeführt wird, damit ihr Sohn sturmfreie Bude hat. Dann soll eine junge Dame vom Hostessenservice, Nadine, Benno Berghammer verführen. Der Kommissar wittert eine Falle und sagt, sie solle ihren Auftraggebern ausrichten, er lasse sich nicht bestechen. Als sie fragt: „Welche Auftraggeber?“, darf sie bleiben. Landrat Wallner und Staatssekretär von Gluck, die die Szene von draußen durch ein Fenster beobachten, wenden sich zufrieden ab.

## Hintergrund
Die Dreharbeiten erfolgten in Bad Tölz, Fischbachau (Kirche, Friedhof) und Grünwald (Schlosshotel); als Schauplatz für die „Pension Resi“ diente das Hollerhaus Irschenhausen.

## Kritik
Die Programmzeitschrift TV Spielfilm schreibt: „Ottfried Fischer gibt sein Bestes, und die Geschichte hält gekonnt die Balance zwischen augenzwinkernder Ironie und undurchsichtiger Krimihandlung.“